# Llanberis
Llanberis – wieś turystyczna w Wielkiej Brytanii, w Walii w hrabstwie Gwynedd u podnóża Snowdonu. Ośrodek turystyki górskiej, kolarstwa górskiego o znaczeniu międzynarodowym. Dobra infrastruktura turystyczna. 

## Język
Według najnowszego spisu, 81 procent mieszkańców miejscowości mówi po walijsku.

## Historia
Osada powstała jako ośrodek górniczy (wydobycie łupków). Od momentu zamknięcia kopalni wieś rozwija się jako ośrodek turystyczny, centrum wypadów w masyw Snowdonu. W 1895 wybudowano kolejkę na Snowdon.

## Turystyka
Llanberis jest do dziś popularnym punktem początkowym wypraw w region Snowdonii, ze szczególnym uwzględnieniem masywu Snowdonu. Stanowi bazę dla krótkich i długich wycieczek.

## Atrakcje turystyczne
- Kolejka na Snowdon
- muzeum górnictwa łupkowego
- Elektryczna góra - zabytkowa elektrownia[3]
- kolejka turystyczna wokół jeziora
- park w stylu wiejskim